# Xerox 820

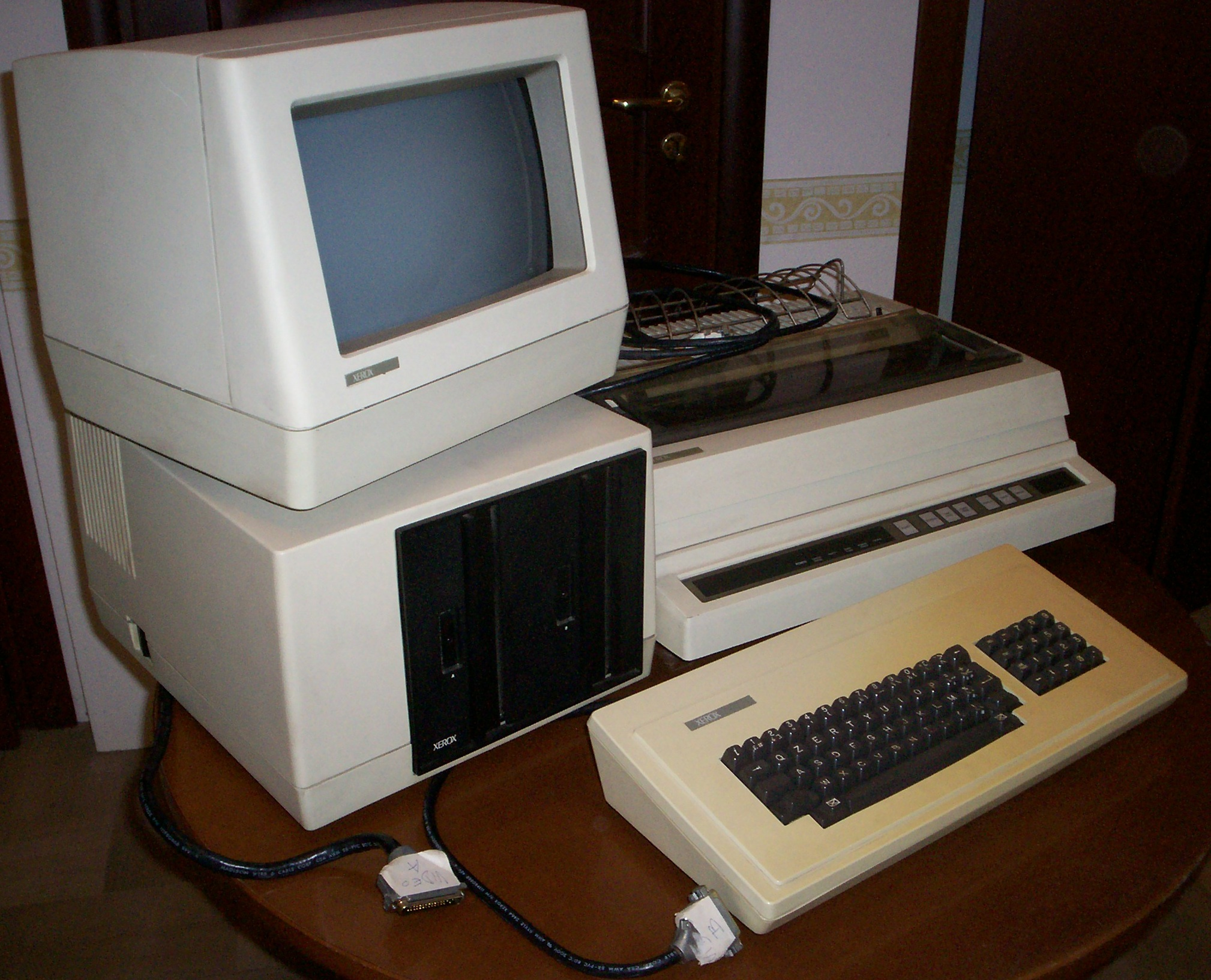
Una Xerox 820.

El Xerox 820 era un computador de escritorio de 8 bits vendido por Xerox. El computador tenía una unidad de disco flexible para almacenamiento masivo, y usaba el sistema operativo CP/M. El diseño de la tarjeta del microprocesador fue una variante licenciada del computador Bigboard.
Usaba un procesador de Zilog Z80 con una velocidad de 2.5 MHz, y alardeaba de sus 64 KB de RAM. Luego vino el Xerox 820-II, ofreciendo un procesador Z80 de 4.0 MHz.
Una versión actualizada de este computador llamada el modelo 8/16 dirigió corría con dos CPUs, un Z80 y un Intel 8086, que se podían cargar conjuntamente o por separado. El software que tenía era el CP/M 80 y el CP/M 86, además del procesador de palabras Wordperfect y el manejador de bases de datos dBase II. Ofreció dos unidades de discos flotantes de 8", un monitor blanco y negro de 12" y una impresora de margarita. Posteriormente, en 1984, fueron ofrecidos dos unidades de disquete 5.25", un monitor azul de tamaño retrato, y una impresora láser.